# Valnötsolja
Valnötsolja är en fet olja som finns i valnötskärnor och utgör 40–60 % av vikten. Oljan innehåller glycerider av linol-, linolen- och isolinolensyra, oljesyra, myristin- och laurinsyra och är en torkande olja. Den torkar dock långsammare än linolja.
Valnötolja luktar skarpt och har tydlig valnötsmak.
Oljan är olöslig i vatten, glycerin och alkohol. Dess INCI-namn är: Juglans regia seed oil ["the oil derived from the nut meats of the walnut"]
Valnötsolja är en väsentlig källa av omega-6-fettsyra och även en bra källa av omega-3-fettsyror.

## Framställning
Oljan kan utvinnas på principiellt tre sätt:
- Urkokning av valnötter i vatten och dekantering. Den tillvaratagna produkten är alltid något vattenhaltig.
- Kallpressning av valnötter vid högst 30 °C
- Varmpressning vid 80…120 °C av det som återstår efter kallpressning

Pressad olja kan sedan raffineras för större renhet genom filtrering, behandling med syror och alkalier m m.
Den kallpressade olja är antingen färglös eller svagt gulgrön till färgen och har en behaglig doft och smak. Den varmpressade oljan har starkare grön färg och skarp doft och smak. Oljan kan även bli ofärgad genom blekning, och befrias från lukt med hjälp av vattenånga. Vaxrester kan frånskiljas genom frysning.
Utvinning sker i bland annat Sydeuropa, Sydostasien och USA.

## Användning
Valnötsoljan har användning som matolja, till oljelampor eller i tvåltillverkning. En ljus olja, som blekts, används i viss utsträckning till konstnärsfärger. Den är också uppskattad som medel för ytbehandling av träföremål som kommer i kontakt med livsmedel. Oljan används även för hudvård och som solskydd. den används även som massageolja och för medicinskt bruk. Invärtes kan den mildra irriterad tjocktarm. Valnötsolja intogs i den svenska farmakopén 1817 och kvarstod där i några decennier.
Inom kokkonsten används oljan främst för kalla anrättningar eftersom hög temperatur kan fördriva oljans doft- och smakämnen och ge den en bitter smak, samt förstöra oljans antioxidanter.